# Cordylus lawrenci
Cordylus lawrenci är en ödleart som beskrevs av  Vivian William Maynard Fitzsimons 1939. Cordylus lawrenci ingår i släktet Cordylus och familjen gördelsvansar. IUCN kategoriserar arten globalt som nära hotad. Inga underarter finns listade i Catalogue of Life.